# Volta a San Juan 2019
La Volta a San Juan 2019 fou la 37a edició de la Volta a San Juan. Es va disputar entre el 27 de gener i el 3 de febrer de 2019. La cursa formà part del calendari UCI Amèrica Tour 2019 amb una categoria 2.1.
La cursa fou guanyada pel colombià Winner Anacona (Movistar Team), seguit per Julian Alaphilippe (Deceuninck-Quick Step) i Óscar Sevilla (Medellín).

## Equips
L'organització convidà a 24 equips: sis WorldTeams, cinc continentals professionals, vuit equips continentals i vuit equips nacionals:
| WorldTeams (6)- Bora-hansgrohe - Dimension Data - UAE Team Emirates - Deceuninck-Quick Step - Movistar Team - Lotto Soudal Equips continentals professionals (5)- Caja Rural-Seguros RGA - Israel Cycling Academy - Androni Giocattoli-Sidermec - Neri Sottoli-Selle Italia-KTM - Nippo Vini Fantini Faizanè Equips continentals (7)- Municipalidad de Pocito - Asociación Civil Mardan - Asociación Civil Agrupación Virgen de Fátima - Municipalidad de Rawson - Medellín - Biesse Carrera Gavardo - Sporting-Tavira Equips nacionals (8)- Argentina - Mèxic - Xile - Cuba - Brasil - Uruguai - Bolívia - Perú |
| |

## Etapes
| Etapa    | Data        | Ciutats d'etapa                                     | type                      | Distància (km) | Vencedor de l'etapa     | Líder de la general     |
| -------- | ----------- | --------------------------------------------------- | ------------------------- | -------------- | ----------------------- | ----------------------- |
| 1a etapa | 27 de gen   | San Juan de la Frontera – Pocito Department         | etapa plana               | 159,1          | Fernando Gaviria Rendón | Fernando Gaviria Rendón |
| 2a etapa | 28 de gen   | Chimbas – Lake Punta Negra                          | etapa accidentada         | 160,2          | Julian Alaphilippe      | Fernando Gaviria Rendón |
| 3a etapa | 29 de gen   | Aberastain – Aberastain                             | contrarellotge individual | 12             | Julian Alaphilippe      | Julian Alaphilippe      |
| 4a etapa | 30 de gen   | San José de Jáchal – San Agustín de Valle Fértil    | etapa accidentada         | 185,8          | Fernando Gaviria Rendón | Julian Alaphilippe      |
|          | 31 de gener | Jornada de descans                                  | Jornada de descans        |                |                         |                         |
| 5a etapa | 1 de feb    | Villa San Martín – Alto Colorado                    | etapa de muntanya         | 169,5          | Winner Anacona Gómez    | Winner Anacona Gómez    |
| 6a etapa | 2 de feb    | Villa General San Martín – Villa General San Martín | etapa plana               | 153,5          | Nicolás Tivani Pérez    | Winner Anacona Gómez    |
| 7a etapa | 3 de feb    | San Juan de la Frontera – San Juan de la Frontera   | etapa plana               | 141,3          | Sam Bennett             | Winner Anacona Gómez    |

### Etapa 1
| \| Classificació de l'etapa \| Classificació de l'etapa \| Classificació de l'etapa \| Classificació de l'etapa \| Classificació de l'etapa \| \| Corredor \| Corredor \| Equip \| Temps \| \| \| ------------------------ \| ------------------------ \| -------------------------------------------- \| ------------------------ \| ------------------------ \| \| 1r \| Fernando Gaviria Rendón \| UAE Team Emirates \| 3h 50' 12" \| \| \| 2n \| Matteo Malucelli \| Caja Rural-Seguros RGA \| + 0" \| \| \| 3r \| Sam Bennett \| Bora-Hansgrohe \| + 0" \| \| \| 4t \| Luca Pacioni \| Neri Sottoli-Selle Italia-KTM \| + 0" \| \| \| 5è \| Álvaro Hodeg Chagui \| Deceuninck-Quick Step \| + 0" \| \| \| 6è \| Rudy Barbier \| Israel Cycling Academy \| + 0" \| \| \| 7è \| Ricardo Escuela \| Asociación Civil Agrupación Virgen de Fátima \| + 0" \| \| \| 8è \| Mark Cavendish \| Dimension Data \| + 0" \| \| \| 9è \| Peter Sagan \| Bora-Hansgrohe \| + 0" \| \| \| 10è \| Manuel Belletti \| Androni Giocattoli-Sidermec \| + 0" \| \| |                         |                                              |            |
| |                         |                                              |            |
| Font: ProCyclingStats |                         |                                              |            |
| Classificació de l'etapa |                         |                                              |            |
| Corredor | Corredor                | Equip                                        | Temps      |
| 1r | Fernando Gaviria Rendón | UAE Team Emirates                            | 3h 50' 12" |
| 2n | Matteo Malucelli        | Caja Rural-Seguros RGA                       | + 0"       |
| 3r | Sam Bennett             | Bora-Hansgrohe                               | + 0"       |
| 4t | Luca Pacioni            | Neri Sottoli-Selle Italia-KTM                | + 0"       |
| 5è | Álvaro Hodeg Chagui     | Deceuninck-Quick Step                        | + 0"       |
| 6è | Rudy Barbier            | Israel Cycling Academy                       | + 0"       |
| 7è | Ricardo Escuela         | Asociación Civil Agrupación Virgen de Fátima | + 0"       |
| 8è | Mark Cavendish          | Dimension Data                               | + 0"       |
| 9è | Peter Sagan             | Bora-Hansgrohe                               | + 0"       |
| 10è | Manuel Belletti         | Androni Giocattoli-Sidermec                  | + 0"       |

| \| Classificació general \| Classificació general \| Classificació general \| Classificació general \| Classificació general \| \| Corredor \| Corredor \| Equip \| Temps \| \| \| --------------------- \| ----------------------- \| ----------------------------- \| --------------------- \| --------------------- \| \| 1r \| Fernando Gaviria Rendón \| UAE Team Emirates \| 3h 50' 02" \| \| \| 2n \| Matteo Malucelli \| Caja Rural-Seguros RGA \| + 4" \| \| \| 3r \| Sam Bennett \| Bora-Hansgrohe \| + 6" \| \| \| 4t \| Maximiliano Navarrete \| Argentina \| + 7" \| \| \| 5è \| Gerardo Tivani \| Municipalidad de Pocito \| + 7" \| \| \| 6è \| Tiago Machado \| Sporting-Tavira \| + 8" \| \| \| 7è \| Víctor Arroyo \| Argentina \| + 8" \| \| \| 8è \| Emiliano Contreras \| Asociación Civil Mardan \| + 9" \| \| \| 9è \| Alejandro Osorio \| Nippo-Vini Fantini-Faizanè \| + 9" \| \| \| 10è \| Luca Pacioni \| Neri Sottoli-Selle Italia-KTM \| + 10" \| \| |                         |                               |            |
| |                         |                               |            |
| Font: ProCyclingStats |                         |                               |            |
| Classificació general |                         |                               |            |
| Corredor | Corredor                | Equip                         | Temps      |
| 1r | Fernando Gaviria Rendón | UAE Team Emirates             | 3h 50' 02" |
| 2n | Matteo Malucelli        | Caja Rural-Seguros RGA        | + 4"       |
| 3r | Sam Bennett             | Bora-Hansgrohe                | + 6"       |
| 4t | Maximiliano Navarrete   | Argentina                     | + 7"       |
| 5è | Gerardo Tivani          | Municipalidad de Pocito       | + 7"       |
| 6è | Tiago Machado           | Sporting-Tavira               | + 8"       |
| 7è | Víctor Arroyo           | Argentina                     | + 8"       |
| 8è | Emiliano Contreras      | Asociación Civil Mardan       | + 9"       |
| 9è | Alejandro Osorio        | Nippo-Vini Fantini-Faizanè    | + 9"       |
| 10è | Luca Pacioni            | Neri Sottoli-Selle Italia-KTM | + 10"      |

### Etapa 2
| \| Classificació de l'etapa \| Classificació de l'etapa \| Classificació de l'etapa \| Classificació de l'etapa \| Classificació de l'etapa \| \| Corredor \| Corredor \| Equip \| Temps \| \| \| ------------------------ \| -------------------------- \| -------------------------------------------- \| ------------------------ \| ------------------------ \| \| 1r \| Julian Alaphilippe \| Deceuninck-Quick Step \| 3h 11' 33" \| \| \| 2n \| Simone Consonni \| UAE Team Emirates \| + 0" \| \| \| 3r \| Peter Sagan \| Bora-Hansgrohe \| + 0" \| \| \| 4t \| Jens Keukeleire \| Lotto-Soudal \| + 0" \| \| \| 5è \| Daniel Zamora \| Asociación Civil Agrupación Virgen de Fátima \| + 0" \| \| \| 6è \| Carlos Barbero Cuesta \| Movistar Team \| + 0" \| \| \| 7è \| Richard Carapaz Montenegro \| Movistar Team \| + 0" \| \| \| 8è \| Nicolás Tivani Pérez \| Asociación Civil Agrupación Virgen de Fátima \| + 0" \| \| \| 9è \| Francesco Gavazzi \| Androni Giocattoli-Sidermec \| + 0" \| \| \| 10è \| Hideto Nakane \| Nippo-Vini Fantini-Faizanè \| + 0" \| \| |                            |                                              |            |
| |                            |                                              |            |
| Font: ProCyclingStats |                            |                                              |            |
| Classificació de l'etapa |                            |                                              |            |
| Corredor | Corredor                   | Equip                                        | Temps      |
| 1r | Julian Alaphilippe         | Deceuninck-Quick Step                        | 3h 11' 33" |
| 2n | Simone Consonni            | UAE Team Emirates                            | + 0"       |
| 3r | Peter Sagan                | Bora-Hansgrohe                               | + 0"       |
| 4t | Jens Keukeleire            | Lotto-Soudal                                 | + 0"       |
| 5è | Daniel Zamora              | Asociación Civil Agrupación Virgen de Fátima | + 0"       |
| 6è | Carlos Barbero Cuesta      | Movistar Team                                | + 0"       |
| 7è | Richard Carapaz Montenegro | Movistar Team                                | + 0"       |
| 8è | Nicolás Tivani Pérez       | Asociación Civil Agrupación Virgen de Fátima | + 0"       |
| 9è | Francesco Gavazzi          | Androni Giocattoli-Sidermec                  | + 0"       |
| 10è | Hideto Nakane              | Nippo-Vini Fantini-Faizanè                   | + 0"       |

| \| Classificació general \| Classificació general \| Classificació general \| Classificació general \| Classificació general \| \| Corredor \| Corredor \| Equip \| Temps \| \| \| --------------------- \| ----------------------- \| -------------------------------------------- \| --------------------- \| --------------------- \| \| 1r \| Fernando Gaviria Rendón \| UAE Team Emirates \| 7h 01' 32" \| \| \| 2n \| Julian Alaphilippe \| Deceuninck-Quick Step \| + 3" \| \| \| 3r \| Simone Consonni \| UAE Team Emirates \| + 7" \| \| \| 4t \| Peter Sagan \| Bora-Hansgrohe \| + 9" \| \| \| 5è \| Alonso Gamero \| Perú \| + 12" \| \| \| 6è \| Ricardo Escuela \| Asociación Civil Agrupación Virgen de Fátima \| + 13" \| \| \| 7è \| Nicolás Tivani Pérez \| Asociación Civil Agrupación Virgen de Fátima \| + 13" \| \| \| 8è \| Alexander Grigoriev \| Sporting-Tavira \| + 13" \| \| \| 9è \| Valerio Conti \| UAE Team Emirates \| + 13" \| \| \| 10è \| Laureano Rosas \| \| + 13" \| \| |                         |                                              |            |
| |                         |                                              |            |
| Font: ProCyclingStats |                         |                                              |            |
| Classificació general |                         |                                              |            |
| Corredor | Corredor                | Equip                                        | Temps      |
| 1r | Fernando Gaviria Rendón | UAE Team Emirates                            | 7h 01' 32" |
| 2n | Julian Alaphilippe      | Deceuninck-Quick Step                        | + 3"       |
| 3r | Simone Consonni         | UAE Team Emirates                            | + 7"       |
| 4t | Peter Sagan             | Bora-Hansgrohe                               | + 9"       |
| 5è | Alonso Gamero           | Perú                                         | + 12"      |
| 6è | Ricardo Escuela         | Asociación Civil Agrupación Virgen de Fátima | + 13"      |
| 7è | Nicolás Tivani Pérez    | Asociación Civil Agrupación Virgen de Fátima | + 13"      |
| 8è | Alexander Grigoriev     | Sporting-Tavira                              | + 13"      |
| 9è | Valerio Conti           | UAE Team Emirates                            | + 13"      |
| 10è | Laureano Rosas          |                                              | + 13"      |

### Etapa 3
| \| Classificació de l'etapa \| Classificació de l'etapa \| Classificació de l'etapa \| Classificació de l'etapa \| Classificació de l'etapa \| \| Corredor \| Corredor \| Equip \| Temps \| \| \| ------------------------ \| ------------------------ \| ------------------------ \| ------------------------ \| ------------------------ \| \| 1r \| Julian Alaphilippe \| Deceuninck-Quick Step \| 13' 41" \| \| \| 2n \| Valerio Conti \| UAE Team Emirates \| + 12" \| \| \| 3r \| Remco Evenepoel \| Deceuninck-Quick Step \| + 12" \| \| \| 4t \| Felix Großschartner \| Bora-Hansgrohe \| + 16" \| \| \| 5è \| Winner Anacona Gómez \| Movistar Team \| + 16" \| \| \| 6è \| Fernando Gaviria Rendón \| UAE Team Emirates \| + 21" \| \| \| 7è \| Peter Sagan \| Bora-Hansgrohe \| + 26" \| \| \| 8è \| Tom Bohli \| UAE Team Emirates \| + 28" \| \| \| 9è \| Laureano Rosas \| \| + 30" \| \| \| 10è \| Óscar Sevilla Rivera \| Medellín \| + 31" \| \| |                         |                       |         |
| |                         |                       |         |
| Font: ProCyclingStats |                         |                       |         |
| Classificació de l'etapa |                         |                       |         |
| Corredor | Corredor                | Equip                 | Temps   |
| 1r | Julian Alaphilippe      | Deceuninck-Quick Step | 13' 41" |
| 2n | Valerio Conti           | UAE Team Emirates     | + 12"   |
| 3r | Remco Evenepoel         | Deceuninck-Quick Step | + 12"   |
| 4t | Felix Großschartner     | Bora-Hansgrohe        | + 16"   |
| 5è | Winner Anacona Gómez    | Movistar Team         | + 16"   |
| 6è | Fernando Gaviria Rendón | UAE Team Emirates     | + 21"   |
| 7è | Peter Sagan             | Bora-Hansgrohe        | + 26"   |
| 8è | Tom Bohli               | UAE Team Emirates     | + 28"   |
| 9è | Laureano Rosas          |                       | + 30"   |
| 10è | Óscar Sevilla Rivera    | Medellín              | + 31"   |

| \| Classificació general \| Classificació general \| Classificació general \| Classificació general \| Classificació general \| \| Corredor \| Corredor \| Equip \| Temps \| \| \| --------------------- \| ----------------------- \| --------------------- \| --------------------- \| --------------------- \| \| 1r \| Julian Alaphilippe \| Deceuninck-Quick Step \| 7h 15' 16" \| \| \| 2n \| Fernando Gaviria Rendón \| UAE Team Emirates \| + 18" \| \| \| 3r \| Valerio Conti \| UAE Team Emirates \| + 22" \| \| \| 4t \| Remco Evenepoel \| Deceuninck-Quick Step \| + 22" \| \| \| 5è \| Felix Großschartner \| Bora-Hansgrohe \| + 26" \| \| \| 6è \| Winner Anacona Gómez \| Movistar Team \| + 26" \| \| \| 7è \| Peter Sagan \| Bora-Hansgrohe \| + 32" \| \| \| 8è \| Laureano Rosas \| \| + 40" \| \| \| 9è \| Óscar Sevilla Rivera \| Medellín \| + 41" \| \| \| 10è \| Simone Consonni \| UAE Team Emirates \| + 44" \| \| |                         |                       |            |
| |                         |                       |            |
| Font: ProCyclingStats |                         |                       |            |
| Classificació general |                         |                       |            |
| Corredor | Corredor                | Equip                 | Temps      |
| 1r | Julian Alaphilippe      | Deceuninck-Quick Step | 7h 15' 16" |
| 2n | Fernando Gaviria Rendón | UAE Team Emirates     | + 18"      |
| 3r | Valerio Conti           | UAE Team Emirates     | + 22"      |
| 4t | Remco Evenepoel         | Deceuninck-Quick Step | + 22"      |
| 5è | Felix Großschartner     | Bora-Hansgrohe        | + 26"      |
| 6è | Winner Anacona Gómez    | Movistar Team         | + 26"      |
| 7è | Peter Sagan             | Bora-Hansgrohe        | + 32"      |
| 8è | Laureano Rosas          |                       | + 40"      |
| 9è | Óscar Sevilla Rivera    | Medellín              | + 41"      |
| 10è | Simone Consonni         | UAE Team Emirates     | + 44"      |

### Etapa 4
| \| Classificació de l'etapa \| Classificació de l'etapa \| Classificació de l'etapa \| Classificació de l'etapa \| Classificació de l'etapa \| \| Corredor \| Corredor \| Equip \| Temps \| \| \| ------------------------ \| ------------------------ \| -------------------------------------------- \| ------------------------ \| ------------------------ \| \| 1r \| Fernando Gaviria Rendón \| UAE Team Emirates \| 4h 20' 26" \| \| \| 2n \| Peter Sagan \| Bora-Hansgrohe \| + 0" \| \| \| 3r \| Álvaro Hodeg Chagui \| Deceuninck-Quick Step \| + 0" \| \| \| 4t \| Simone Consonni \| UAE Team Emirates \| + 0" \| \| \| 5è \| Luca Pacioni \| Neri Sottoli-Selle Italia-KTM \| + 0" \| \| \| 6è \| Matteo Malucelli \| Caja Rural-Seguros RGA \| + 0" \| \| \| 7è \| Nelson Soto Martínez \| Caja Rural-Seguros RGA \| + 0" \| \| \| 8è \| Imerio Cima \| Nippo-Vini Fantini-Faizanè \| + 0" \| \| \| 9è \| Nikolas Maes \| Lotto-Soudal \| + 0" \| \| \| 10è \| Ricardo Escuela \| Asociación Civil Agrupación Virgen de Fátima \| + 0" \| \| |                         |                                              |            |
| |                         |                                              |            |
| Font: ProCyclingStats |                         |                                              |            |
| Classificació de l'etapa |                         |                                              |            |
| Corredor | Corredor                | Equip                                        | Temps      |
| 1r | Fernando Gaviria Rendón | UAE Team Emirates                            | 4h 20' 26" |
| 2n | Peter Sagan             | Bora-Hansgrohe                               | + 0"       |
| 3r | Álvaro Hodeg Chagui     | Deceuninck-Quick Step                        | + 0"       |
| 4t | Simone Consonni         | UAE Team Emirates                            | + 0"       |
| 5è | Luca Pacioni            | Neri Sottoli-Selle Italia-KTM                | + 0"       |
| 6è | Matteo Malucelli        | Caja Rural-Seguros RGA                       | + 0"       |
| 7è | Nelson Soto Martínez    | Caja Rural-Seguros RGA                       | + 0"       |
| 8è | Imerio Cima             | Nippo-Vini Fantini-Faizanè                   | + 0"       |
| 9è | Nikolas Maes            | Lotto-Soudal                                 | + 0"       |
| 10è | Ricardo Escuela         | Asociación Civil Agrupación Virgen de Fátima | + 0"       |

| \| Classificació general \| Classificació general \| Classificació general \| Classificació general \| Classificació general \| \| Corredor \| Corredor \| Equip \| Temps \| \| \| --------------------- \| ----------------------- \| --------------------- \| --------------------- \| --------------------- \| \| 1r \| Julian Alaphilippe \| Deceuninck-Quick Step \| \| \| \| 2n \| Fernando Gaviria Rendón \| UAE Team Emirates \| + 8" \| \| \| 3r \| Valerio Conti \| UAE Team Emirates \| + 22" \| \| \| 4t \| Remco Evenepoel \| Deceuninck-Quick Step \| + 22" \| \| \| 5è \| Peter Sagan \| Bora-Hansgrohe \| + 26" \| \| \| 6è \| Felix Großschartner \| Bora-Hansgrohe \| + 26" \| \| \| 7è \| Winner Anacona Gómez \| Movistar Team \| + 26" \| \| \| 8è \| Laureano Rosas \| \| + 40" \| \| \| 9è \| Óscar Sevilla Rivera \| Medellín \| + 41" \| \| \| 10è \| Simone Consonni \| UAE Team Emirates \| + 44" \| \| |                         |                       |       |
| |                         |                       |       |
| Font: ProCyclingStats |                         |                       |       |
| Classificació general |                         |                       |       |
| Corredor | Corredor                | Equip                 | Temps |
| 1r | Julian Alaphilippe      | Deceuninck-Quick Step |       |
| 2n | Fernando Gaviria Rendón | UAE Team Emirates     | + 8"  |
| 3r | Valerio Conti           | UAE Team Emirates     | + 22" |
| 4t | Remco Evenepoel         | Deceuninck-Quick Step | + 22" |
| 5è | Peter Sagan             | Bora-Hansgrohe        | + 26" |
| 6è | Felix Großschartner     | Bora-Hansgrohe        | + 26" |
| 7è | Winner Anacona Gómez    | Movistar Team         | + 26" |
| 8è | Laureano Rosas          |                       | + 40" |
| 9è | Óscar Sevilla Rivera    | Medellín              | + 41" |
| 10è | Simone Consonni         | UAE Team Emirates     | + 44" |

### Etapa 5
| \| Classificació de l'etapa \| Classificació de l'etapa \| Classificació de l'etapa \| Classificació de l'etapa \| Classificació de l'etapa \| \| Corredor \| Corredor \| Equip \| Temps \| \| \| ------------------------ \| -------------------------- \| ----------------------------- \| ------------------------ \| ------------------------ \| \| 1r \| Winner Anacona Gómez \| Movistar Team \| 4h 25' 10" \| \| \| 2n \| Nicolás Paredes Avellaneda \| Medellín \| + 0" \| \| \| 3r \| Cristhian Montoya \| Medellín \| + 0" \| \| \| 4t \| Richard Carapaz Montenegro \| Movistar Team \| + 32" \| \| \| 5è \| Óscar Sevilla Rivera \| Medellín \| + 32" \| \| \| 6è \| Efrén Santos \| Mèxic \| + 45" \| \| \| 7è \| Alejandro Osorio \| Nippo-Vini Fantini-Faizanè \| + 55" \| \| \| 8è \| Dayer Quintana Rojas \| Neri Sottoli-Selle Italia-KTM \| + 55" \| \| \| 9è \| Tiesj Benoot \| Lotto-Soudal \| + 55" \| \| \| 10è \| Gino Mäder \| Dimension Data \| + 57" \| \| |                            |                               |            |
| |                            |                               |            |
| Font: ProCyclingStats |                            |                               |            |
| Classificació de l'etapa |                            |                               |            |
| Corredor | Corredor                   | Equip                         | Temps      |
| 1r | Winner Anacona Gómez       | Movistar Team                 | 4h 25' 10" |
| 2n | Nicolás Paredes Avellaneda | Medellín                      | + 0"       |
| 3r | Cristhian Montoya          | Medellín                      | + 0"       |
| 4t | Richard Carapaz Montenegro | Movistar Team                 | + 32"      |
| 5è | Óscar Sevilla Rivera       | Medellín                      | + 32"      |
| 6è | Efrén Santos               | Mèxic                         | + 45"      |
| 7è | Alejandro Osorio           | Nippo-Vini Fantini-Faizanè    | + 55"      |
| 8è | Dayer Quintana Rojas       | Neri Sottoli-Selle Italia-KTM | + 55"      |
| 9è | Tiesj Benoot               | Lotto-Soudal                  | + 55"      |
| 10è | Gino Mäder                 | Dimension Data                | + 57"      |

| \| Classificació general \| Classificació general \| Classificació general \| Classificació general \| Classificació general \| \| Corredor \| Corredor \| Equip \| Temps \| \| \| --------------------- \| -------------------------- \| --------------------- \| --------------------- \| --------------------- \| \| 1r \| Winner Anacona Gómez \| Movistar Team \| 16h 01' 08" \| \| \| 2n \| Julian Alaphilippe \| Deceuninck-Quick Step \| + 41" \| \| \| 3r \| Óscar Sevilla Rivera \| Medellín \| + 57" \| \| \| 4t \| Valerio Conti \| UAE Team Emirates \| + 1' 03" \| \| \| 5è \| Felix Großschartner \| Bora-Hansgrohe \| + 1' 13" \| \| \| 6è \| Richard Carapaz Montenegro \| Movistar Team \| + 1' 20" \| \| \| 7è \| Nicolás Paredes Avellaneda \| Medellín \| + 1' 24" \| \| \| 8è \| Nairo Quintana Rojas \| Movistar Team \| + 1' 29" \| \| \| 9è \| Remco Evenepoel \| Deceuninck-Quick Step \| + 1' 36" \| \| \| 10è \| Tiesj Benoot \| Lotto-Soudal \| + 1' 38" \| \| |                            |                       |             |
| |                            |                       |             |
| Font: ProCyclingStats |                            |                       |             |
| Classificació general |                            |                       |             |
| Corredor | Corredor                   | Equip                 | Temps       |
| 1r | Winner Anacona Gómez       | Movistar Team         | 16h 01' 08" |
| 2n | Julian Alaphilippe         | Deceuninck-Quick Step | + 41"       |
| 3r | Óscar Sevilla Rivera       | Medellín              | + 57"       |
| 4t | Valerio Conti              | UAE Team Emirates     | + 1' 03"    |
| 5è | Felix Großschartner        | Bora-Hansgrohe        | + 1' 13"    |
| 6è | Richard Carapaz Montenegro | Movistar Team         | + 1' 20"    |
| 7è | Nicolás Paredes Avellaneda | Medellín              | + 1' 24"    |
| 8è | Nairo Quintana Rojas       | Movistar Team         | + 1' 29"    |
| 9è | Remco Evenepoel            | Deceuninck-Quick Step | + 1' 36"    |
| 10è | Tiesj Benoot               | Lotto-Soudal          | + 1' 38"    |

### Etapa 6
| \| Classificació de l'etapa \| Classificació de l'etapa \| Classificació de l'etapa \| Classificació de l'etapa \| Classificació de l'etapa \| \| Corredor \| Corredor \| Equip \| Temps \| \| \| ------------------------ \| ------------------------------- \| -------------------------------------------- \| ------------------------ \| ------------------------ \| \| 1r \| Nicolás Tivani Pérez \| Asociación Civil Agrupación Virgen de Fátima \| 3h 13' 29" \| \| \| 2n \| Daniel Ricardo Díaz \| Municipalidad de Pocito \| + 0" \| \| \| 3r \| Daniel Zamora \| Asociación Civil Agrupación Virgen de Fátima \| + 0" \| \| \| 4t \| Sam Bennett \| Bora-Hansgrohe \| + 12" \| \| \| 5è \| Fernando Gaviria Rendón \| UAE Team Emirates \| + 12" \| \| \| 6è \| Maximiliano Richeze Araquistain \| Deceuninck-Quick Step \| + 12" \| \| \| 7è \| Simone Consonni \| UAE Team Emirates \| + 12" \| \| \| 8è \| Stan Dewulf \| Lotto-Soudal \| + 12" \| \| \| 9è \| Julian Alaphilippe \| Deceuninck-Quick Step \| + 12" \| \| \| 10è \| Rudy Barbier \| Israel Cycling Academy \| + 16" \| \| |                                 |                                              |            |
| |                                 |                                              |            |
| Font: ProCyclingStats |                                 |                                              |            |
| Classificació de l'etapa |                                 |                                              |            |
| Corredor | Corredor                        | Equip                                        | Temps      |
| 1r | Nicolás Tivani Pérez            | Asociación Civil Agrupación Virgen de Fátima | 3h 13' 29" |
| 2n | Daniel Ricardo Díaz             | Municipalidad de Pocito                      | + 0"       |
| 3r | Daniel Zamora                   | Asociación Civil Agrupación Virgen de Fátima | + 0"       |
| 4t | Sam Bennett                     | Bora-Hansgrohe                               | + 12"      |
| 5è | Fernando Gaviria Rendón         | UAE Team Emirates                            | + 12"      |
| 6è | Maximiliano Richeze Araquistain | Deceuninck-Quick Step                        | + 12"      |
| 7è | Simone Consonni                 | UAE Team Emirates                            | + 12"      |
| 8è | Stan Dewulf                     | Lotto-Soudal                                 | + 12"      |
| 9è | Julian Alaphilippe              | Deceuninck-Quick Step                        | + 12"      |
| 10è | Rudy Barbier                    | Israel Cycling Academy                       | + 16"      |

| \| Classificació general \| Classificació general \| Classificació general \| Classificació general \| Classificació general \| \| Corredor \| Corredor \| Equip \| Temps \| \| \| --------------------- \| -------------------------- \| --------------------- \| --------------------- \| --------------------- \| \| 1r \| Winner Anacona Gómez \| Movistar Team \| 19h 14' 55" \| \| \| 2n \| Julian Alaphilippe \| Deceuninck-Quick Step \| + 35" \| \| \| 3r \| Óscar Sevilla Rivera \| Medellín \| + 57" \| \| \| 4t \| Valerio Conti \| UAE Team Emirates \| + 1' 03" \| \| \| 5è \| Felix Großschartner \| Bora-Hansgrohe \| + 1' 13" \| \| \| 6è \| Richard Carapaz Montenegro \| Movistar Team \| + 1' 20" \| \| \| 7è \| Nicolás Paredes Avellaneda \| Medellín \| + 1' 24" \| \| \| 8è \| Nairo Quintana Rojas \| Movistar Team \| + 1' 29" \| \| \| 9è \| Remco Evenepoel \| Deceuninck-Quick Step \| + 1' 36" \| \| \| 10è \| Tiesj Benoot \| Lotto-Soudal \| + 1' 38" \| \| |                            |                       |             |
| |                            |                       |             |
| Font: ProCyclingStats |                            |                       |             |
| Classificació general |                            |                       |             |
| Corredor | Corredor                   | Equip                 | Temps       |
| 1r | Winner Anacona Gómez       | Movistar Team         | 19h 14' 55" |
| 2n | Julian Alaphilippe         | Deceuninck-Quick Step | + 35"       |
| 3r | Óscar Sevilla Rivera       | Medellín              | + 57"       |
| 4t | Valerio Conti              | UAE Team Emirates     | + 1' 03"    |
| 5è | Felix Großschartner        | Bora-Hansgrohe        | + 1' 13"    |
| 6è | Richard Carapaz Montenegro | Movistar Team         | + 1' 20"    |
| 7è | Nicolás Paredes Avellaneda | Medellín              | + 1' 24"    |
| 8è | Nairo Quintana Rojas       | Movistar Team         | + 1' 29"    |
| 9è | Remco Evenepoel            | Deceuninck-Quick Step | + 1' 36"    |
| 10è | Tiesj Benoot               | Lotto-Soudal          | + 1' 38"    |

### Etapa 7
| \| Classificació de l'etapa \| Classificació de l'etapa \| Classificació de l'etapa \| Classificació de l'etapa \| Classificació de l'etapa \| \| Corredor \| Corredor \| Equip \| Temps \| \| \| ------------------------ \| ------------------------ \| -------------------------------------------- \| ------------------------ \| ------------------------ \| \| 1r \| Sam Bennett \| Bora-Hansgrohe \| 2h 54' 26" \| \| \| 2n \| Álvaro Hodeg Chagui \| Deceuninck-Quick Step \| + 0" \| \| \| 3r \| Erik Baška \| Bora-Hansgrohe \| + 0" \| \| \| 4t \| Manuel Belletti \| Androni Giocattoli-Sidermec \| + 0" \| \| \| 5è \| Peter Sagan \| Bora-Hansgrohe \| + 0" \| \| \| 6è \| Rudy Barbier \| Israel Cycling Academy \| + 0" \| \| \| 7è \| Imerio Cima \| Nippo-Vini Fantini-Faizanè \| + 0" \| \| \| 8è \| Matteo Malucelli \| Caja Rural-Seguros RGA \| + 0" \| \| \| 9è \| Ricardo Escuela \| Asociación Civil Agrupación Virgen de Fátima \| + 0" \| \| \| 10è \| Fernando Gaviria Rendón \| UAE Team Emirates \| + 0" \| \| |                         |                                              |            |
| |                         |                                              |            |
| Font: ProCyclingStats |                         |                                              |            |
| Classificació de l'etapa |                         |                                              |            |
| Corredor | Corredor                | Equip                                        | Temps      |
| 1r | Sam Bennett             | Bora-Hansgrohe                               | 2h 54' 26" |
| 2n | Álvaro Hodeg Chagui     | Deceuninck-Quick Step                        | + 0"       |
| 3r | Erik Baška              | Bora-Hansgrohe                               | + 0"       |
| 4t | Manuel Belletti         | Androni Giocattoli-Sidermec                  | + 0"       |
| 5è | Peter Sagan             | Bora-Hansgrohe                               | + 0"       |
| 6è | Rudy Barbier            | Israel Cycling Academy                       | + 0"       |
| 7è | Imerio Cima             | Nippo-Vini Fantini-Faizanè                   | + 0"       |
| 8è | Matteo Malucelli        | Caja Rural-Seguros RGA                       | + 0"       |
| 9è | Ricardo Escuela         | Asociación Civil Agrupación Virgen de Fátima | + 0"       |
| 10è | Fernando Gaviria Rendón | UAE Team Emirates                            | + 0"       |

## Classificació final
| \| Classificació general \| Classificació general \| Classificació general \| Classificació general \| Classificació general \| \| Corredor \| Corredor \| Equip \| Temps \| \| \| --------------------- \| -------------------------- \| -------------------------------------------- \| --------------------- \| --------------------- \| \| 1r \| Winner Anacona Gómez \| Movistar Team \| 22h 09' 21" \| \| \| 2n \| Julian Alaphilippe \| Deceuninck-Quick Step \| + 35" \| \| \| 3r \| Óscar Sevilla Rivera \| Medellín \| + 57" \| \| \| 4t \| Valerio Conti \| UAE Team Emirates \| + 1' 03" \| \| \| 5è \| Felix Großschartner \| Bora-Hansgrohe \| + 1' 13" \| \| \| 6è \| Richard Carapaz Montenegro \| Movistar Team \| + 1' 20" \| \| \| 7è \| Nicolás Paredes Avellaneda \| Medellín \| + 1' 24" \| \| \| 8è \| Nairo Quintana Rojas \| Movistar Team \| + 1' 29" \| \| \| 9è \| Remco Evenepoel \| Deceuninck-Quick Step \| + 1' 36" \| \| \| 10è \| Tiesj Benoot \| Lotto-Soudal \| + 1' 38" \| \| \| 11è \| Gino Mäder \| Dimension Data \| + 1' 38" \| \| \| 12è \| Cristhian Montoya \| Medellín \| + 1' 47" \| \| \| 13è \| Alexander Grigoriev \| Sporting-Tavira \| + 1' 48" \| \| \| 14è \| Nicolás Tivani Pérez \| Asociación Civil Agrupación Virgen de Fátima \| + 2' 07" \| \| \| 15è \| Mattia Cattaneo \| Androni Giocattoli-Sidermec \| + 2' 15" \| \| |                            |                                              |             |
| |                            |                                              |             |
| Font: ProCyclingStats |                            |                                              |             |
| Classificació general |                            |                                              |             |
| Corredor | Corredor                   | Equip                                        | Temps       |
| 1r | Winner Anacona Gómez       | Movistar Team                                | 22h 09' 21" |
| 2n | Julian Alaphilippe         | Deceuninck-Quick Step                        | + 35"       |
| 3r | Óscar Sevilla Rivera       | Medellín                                     | + 57"       |
| 4t | Valerio Conti              | UAE Team Emirates                            | + 1' 03"    |
| 5è | Felix Großschartner        | Bora-Hansgrohe                               | + 1' 13"    |
| 6è | Richard Carapaz Montenegro | Movistar Team                                | + 1' 20"    |
| 7è | Nicolás Paredes Avellaneda | Medellín                                     | + 1' 24"    |
| 8è | Nairo Quintana Rojas       | Movistar Team                                | + 1' 29"    |
| 9è | Remco Evenepoel            | Deceuninck-Quick Step                        | + 1' 36"    |
| 10è | Tiesj Benoot               | Lotto-Soudal                                 | + 1' 38"    |
| 11è | Gino Mäder                 | Dimension Data                               | + 1' 38"    |
| 12è | Cristhian Montoya          | Medellín                                     | + 1' 47"    |
| 13è | Alexander Grigoriev        | Sporting-Tavira                              | + 1' 48"    |
| 14è | Nicolás Tivani Pérez       | Asociación Civil Agrupación Virgen de Fátima | + 2' 07"    |
| 15è | Mattia Cattaneo            | Androni Giocattoli-Sidermec                  | + 2' 15"    |

### Classificacions secundàries

#### Classificació de la muntanya
| Classificació de la muntanya | Classificació de la muntanya | Classificació de la muntanya                 | Classificació de la muntanya | Classificació de la muntanya |
| Corredor                     | Corredor                     | Equip                                        | Punts                        |                              |
| ---------------------------- | ---------------------------- | -------------------------------------------- | ---------------------------- | ---------------------------- |
| 1r                           | Daniel Zamora                | Asociación Civil Agrupación Virgen de Fátima | 30 pts                       |                              |
| 2n                           | Nicolás Paredes Avellaneda   | Medellín                                     | 26 pts                       |                              |
| 3r                           | Facundo Cattapan             | Municipalidad de Rawson                      | 16 pts                       |                              |
| 4t                           | Royner Navarro               | Perú                                         | 13 pts                       |                              |
| 5è                           | Winner Anacona Gómez         | Movistar Team                                | 10 pts                       |                              |
| 6è                           | Miguel Luis Álvarez Ayala    | Mèxic                                        | 9 pts                        |                              |
| 7è                           | Cristhian Montoya            | Medellín                                     | 8 pts                        |                              |
| 8è                           | Robert Méndez                | Uruguai                                      | 8 pts                        |                              |
| 9è                           | Daniel Lucero                | Municipalidad de Rawson                      | 7 pts                        |                              |
| 10è                          | Hamish Schreurs              | Israel Cycling Academy                       | 5 pts                        |                              |

#### Classificació dels joves
| Classificació del millor jove | Classificació del millor jove | Classificació del millor jove       | Classificació del millor jove | Classificació del millor jove |
| Corredor                      | Corredor                      | Equip                               | Temps                         |                               |
| ----------------------------- | ----------------------------- | ----------------------------------- | ----------------------------- | ----------------------------- |
| 1r                            | Remco Evenepoel               | Deceuninck-Quick Step               | 22h 10' 57"                   |                               |
| 2n                            | Gino Mäder                    | Dimension Data                      | + 2"                          |                               |
| 3r                            | Sebastián Castaño             | Beltrami TSA-Hopplà-Petroli Firenze | + 54"                         |                               |
| 4t                            | Alejandro Osorio              | Nippo-Vini Fantini-Faizanè          | + 3' 52"                      |                               |
| 5è                            | Filippo Conca                 | Biesse Carrera                      | + 5' 47"                      |                               |
| 6è                            | Luis Villalobos               | Mèxic                               | + 8' 47"                      |                               |
| 7è                            | Stan Dewulf                   | Lotto-Soudal                        | + 10' 05"                     |                               |
| 8è                            | Wilson Estiben Peña Molano    | Beltrami TSA-Hopplà-Petroli Firenze | + 10' 35"                     |                               |
| 9è                            | Ottavio Dotti                 | Beltrami TSA-Hopplà-Petroli Firenze | + 12' 03"                     |                               |
| 10è                           | Imerio Cima                   | Nippo-Vini Fantini-Faizanè          | + 14' 09"                     |                               |

#### Classificació dels esprints
| Classificació dels esprints | Classificació dels esprints | Classificació dels esprints                  | Classificació dels esprints | Classificació dels esprints |
| Corredor                    | Corredor                    | Equip                                        | Punts                       |                             |
| --------------------------- | --------------------------- | -------------------------------------------- | --------------------------- | --------------------------- |
| 1r                          | Maximiliano Navarrete       | Argentina                                    | 11 pts                      |                             |
| 2n                          | Daniel Zamora               | Asociación Civil Agrupación Virgen de Fátima | 10 pts                      |                             |
| 3r                          | Gerardo Tivani              | Municipalidad de Pocito                      | 5 pts                       |                             |
| 4t                          | Adrián Richeze              | Asociación Civil Agrupación Virgen de Fátima | 4 pts                       |                             |
| 5è                          | Nicolás Tivani Pérez        | Asociación Civil Agrupación Virgen de Fátima | 4 pts                       |                             |
| 6è                          | Fabio Duarte Arévalo        | Medellín                                     | 3 pts                       |                             |
| 7è                          | Royner Navarro              | Perú                                         | 3 pts                       |                             |
| 8è                          | Fernando Gaviria Rendón     | UAE Team Emirates                            | 3 pts                       |                             |
| 9è                          | Hamish Schreurs             | Israel Cycling Academy                       | 3 pts                       |                             |
| 10è                         | Facundo Cattapan            | Municipalidad de Rawson                      | 3 pts                       |                             |

#### Classificació per équips
| Classificació per equips | Classificació per equips                     | Classificació per equips | Classificació per equips |
| Equip                    | Equip                                        | Temps                    |                          |
| ------------------------ | -------------------------------------------- | ------------------------ | ------------------------ |
| 1r                       | Movistar Team                                | 66h 31' 02"              |                          |
| 2n                       | Medellín                                     | + 1' 01"                 |                          |
| 3r                       | Asociación Civil Agrupación Virgen de Fátima | + 3' 35"                 |                          |
| 4t                       | Androni Giocattoli-Sidermec                  | + 4' 46"                 |                          |
| 5è                       | Nippo Vini Fantini Faizanè                   | + 6' 30"                 |                          |
| 6è                       | Caja Rural-Seguros RGA                       | + 8' 05"                 |                          |
| 7è                       | Municipalidad de Pocito                      | + 11' 06"                |                          |
| 8è                       | Dimension Data                               | + 11' 41"                |                          |
| 9è                       | Bora-hansgrohe                               | + 14' 11"                |                          |
| 10è                      | Deceuninck-Quick Step                        | + 14' 18"                |                          |

## Evolució e les classificacions
| Etapa              | Vencedor           | Classificació general | Classificació de la muntanya | Classificació dels esprints | Classificació dels joves | Classificació per equips |
| ------------------ | ------------------ | --------------------- | ---------------------------- | --------------------------- | ------------------------ | ------------------------ |
| 1                  | Fernando Gaviria   | Fernando Gaviria      | Daniel Zamora                | Maximiliano Navarrete       | Alejandro Osorio         | Bora-Hansgrohe           |
| 2                  | Julian Alaphilippe | Fernando Gaviria      | Miguel Flórez                | Maximiliano Navarrete       | Remco Evenepoel          | UAE Team Emirates        |
| 3                  | Julian Alaphilippe | Julian Alaphilippe    | Miguel Flórez                | Maximiliano Navarrete       | Remco Evenepoel          | UAE Team Emirates        |
| 4                  | Fernando Gaviria   | Julian Alaphilippe    | Daniel Zamora                | Maximiliano Navarrete       | Remco Evenepoel          | UAE Team Emirates        |
| 5                  | Winner Anacona     | Winner Anacona        | Daniel Zamora                | Maximiliano Navarrete       | Remco Evenepoel          | Movistar                 |
| 6                  | Nicolás Tivani     | Winner Anacona        | Daniel Zamora                | Maximiliano Navarrete       | Remco Evenepoel          | Movistar                 |
| 7                  | Sam Bennett        | Winner Anacona        | Daniel Zamora                | Maximiliano Navarrete       | Remco Evenepoel          | Movistar                 |
| Classements finals | Classements finals | Winner Anacona        | Daniel Zamora                | Maximiliano Navarrete       | Remco Evenepoel          | Movistar                 |